# Фінал Ліги чемпіонів УЄФА серед жінок 2018
Фінал Ліги чемпіонів УЄФА серед жінок 2018 року — фінальний матч розіграшу Ліги чемпіонів УЄФА серед жінок 2017—2018 років, 17-го сезону в історії європейського футбольного турніру серед жіночих команд. 
Матч відбувся 24 травня 2018 року в Києві на стадіоні «Динамо» імені Валерія Лобановського. З рахунком 4:1 французький «Олімпік Ліон» переміг німецький «Вольфсбург».

## Місце проведення
Стадіон «Динамо» імені Валерія Лобановського у Києві був оголошений місцем проведення матчу 15 вересня 2016 року на засіданні виконавчого комітету УЄФА в Афінах разом із місцем проведення фіналу Ліги чемпіонів — НСК «Олімпійський»..

## Посол матчу
Послом матчу стала українська футболістка, гравчиня ФК «Житлобуд-1» (Харків) Ія Андрущак.

## Церемонія відкриття
Матч було відкрито виступом української співачки Таянни перед початком гри.

## Матч

### Деталі
| 24 травня 2018 18:00 CEST |

| Вольфсбург | 1:4 (дч) | Олімпік Ліон                                     |
| ---------- | -------- | ------------------------------------------------ |
| Гардер 93' | Протокол | Анрі 98' Ле Соммер 99' Хегерберг 103' Абілі 116' |

| «Динамо» імені Валерія Лобановського, Київ Глядачів: 14 237 Арбітр: Яна Адамкова (Чехія) |

| Вольфсбург | Ліон |

| ВР          | 1  | Альмут Шульт             |          |     |
| ЗХ          | 9  | Анна Блассе              |          |     |
| ЗХ          | 4  | Нілла Фішер              |          |     |
| ЗХ          | 28 | Лена Гесслінг            |          |     |
| ЗХ          | 16 | Ноель Маріц              | 80'      |     |
| ПЗ          | 26 | Каролін Грем Хансен      |          | 46' |
| ПЗ          | 7  | Сара Б'єрк Гуннарсдоттір |          | 57' |
| ПЗ          | 11 | Александра Попп          | 72', 96' |     |
| ПЗ          | 21 | Лара Дікенманн           |          | 89' |
| НП          | 17 | Ева Пайор                |          |     |
| НП          | 22 | Пернілла Гардер          |          |     |
| Заміни:     |    |                          |          |     |
| ВР          | 29 | Мерле Фромс              |          |     |
| ЗХ          | 6  | Катаріна Баунах          |          |     |
| ЗХ          | 8  | Бабетт Петер             |          |     |
| ЗХ          | 24 | Єлле Ведемейєр           |          | 57' |
| ПЗ          | 3  | Жанетт Якобфі            |          |     |
| ПЗ          | 27 | Ізабель Кершовскі        |          | 89' |
| НП          | 10 | Тесса Вуллер             |          | 46' |
| Тренер:     |    |                          |          |     |
| Стефан Лерх |    |                          |          |     |

| ВР              | 16 | Сара Буадді         |      |      |
| ЗХ              | 22 | Люсі Бронз          |      |      |
| ЗХ              | 29 | Грідж Мбок Баті     |      |      |
| ЗХ              | 3  | Венді Ренар         | 107' |      |
| ЗХ              | 4  | Сельма Баша         | 61'  | 65'  |
| ПЗ              | 10 | Дженіфер Марожан    |      |      |
| ПЗ              | 5  | Кумаґай Сакі        |      | 95'  |
| ПЗ              | 26 | Амандін Анрі        |      |      |
| ПЗ              | 7  | Амель Маджрі        |      |      |
| НП              | 14 | Ада Хегерберг       |      |      |
| НП              | 9  | Ежені Ле Соммер     |      | 114' |
| Заміни:         |    |                     |      |      |
| ВР              | 1  | Полін Пейро-Магнін  |      |      |
| ЗХ              | 21 | Кадейша Б'юкенен    |      |      |
| ПЗ              | 8  | Джессіка Хуара      |      |      |
| ПЗ              | 11 | Кейра Амрауї        |      |      |
| ПЗ              | 23 | Каміль Абілі        |      | 114' |
| НП              | 19 | Шеніс ван де Санден |      | 95'  |
| НП              | 20 | Дельфін Каскаріно   |      | 65'  |
| Тренер:         |    |                     |      |      |
| Рейнальд Педрос |    |                     |      |      |

| Гравець матчу: Амандін Анрі («Ліон») Помічники арбітра:. Шан Массі-Елліс (Англія) Саня Родак-Каршич (Хорватія) Резервний арбітр: Катерина Монзуль (Україна) П'ятий арбітр: Марина Стрілецька (Україна) | Регламент: - 90 хвилин. - 30 хвилин додаткового часу за умови нічийного рахунку по закінченні основного. - Серія пенальті за умови рівного рахунку по закінченні додаткового часу. - Можливі три заміни у кожній команді. |

### Галерея

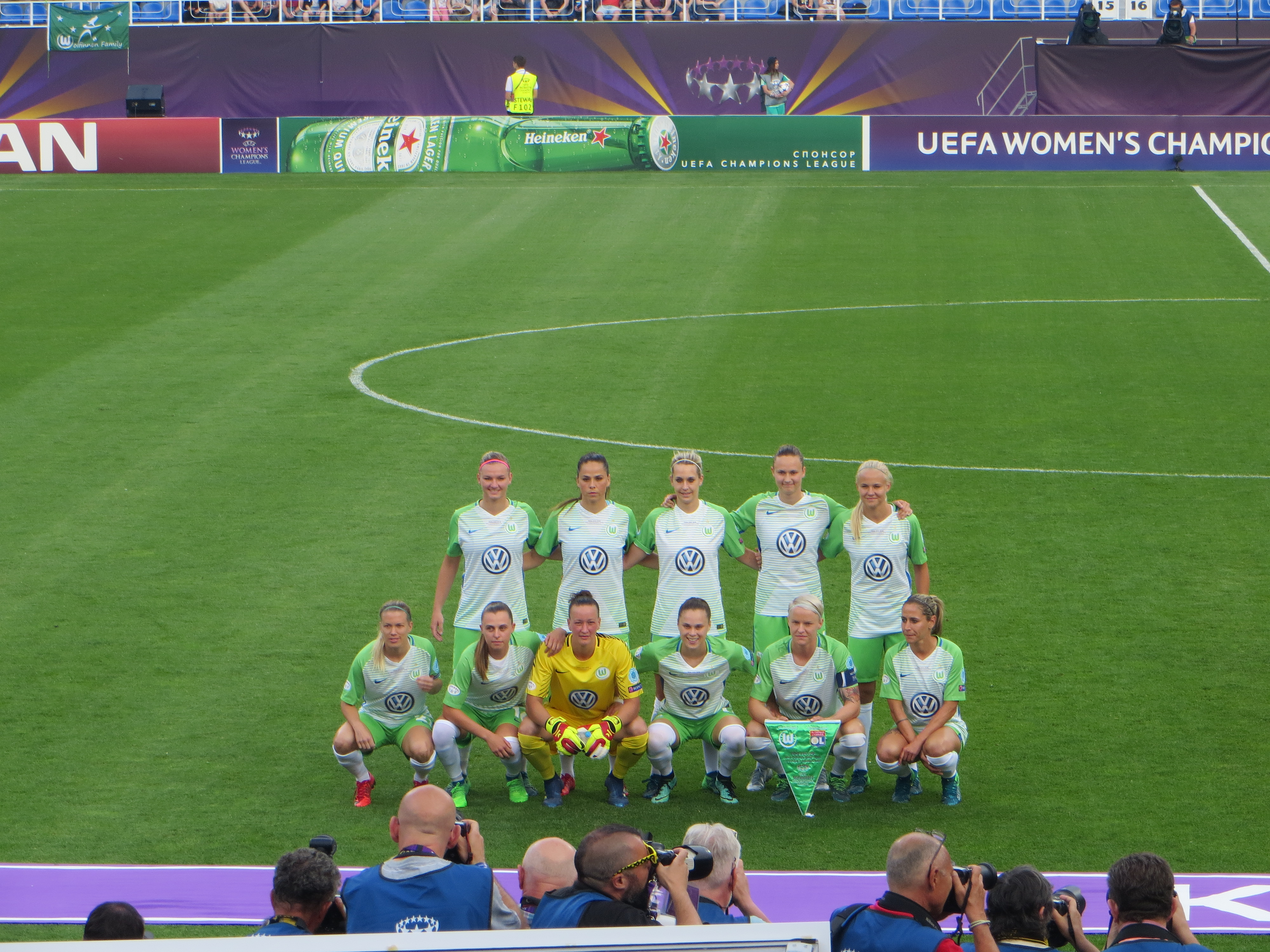
«Вольфсбург» перед початком гри.
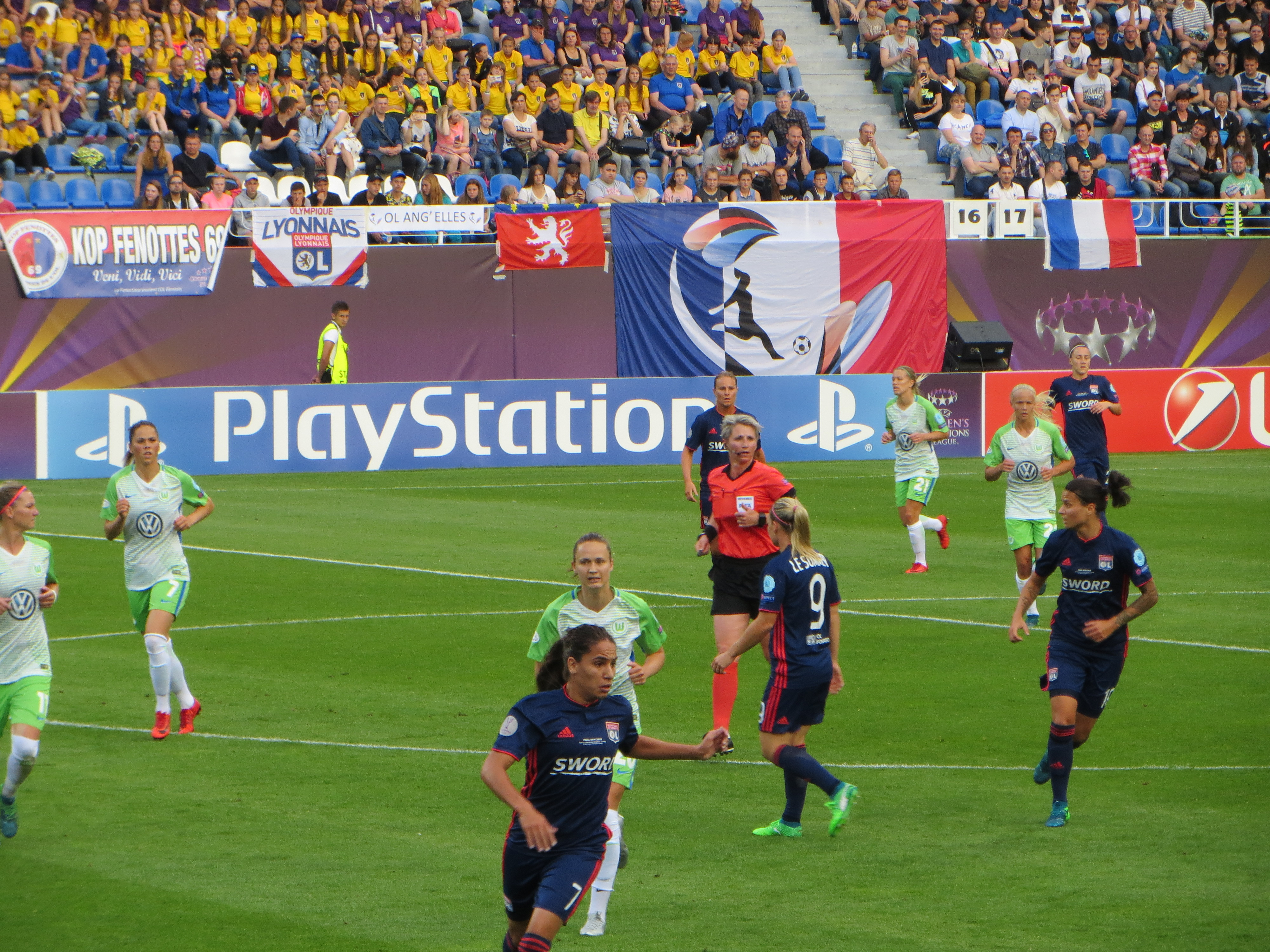
Один з епізодів матчу.
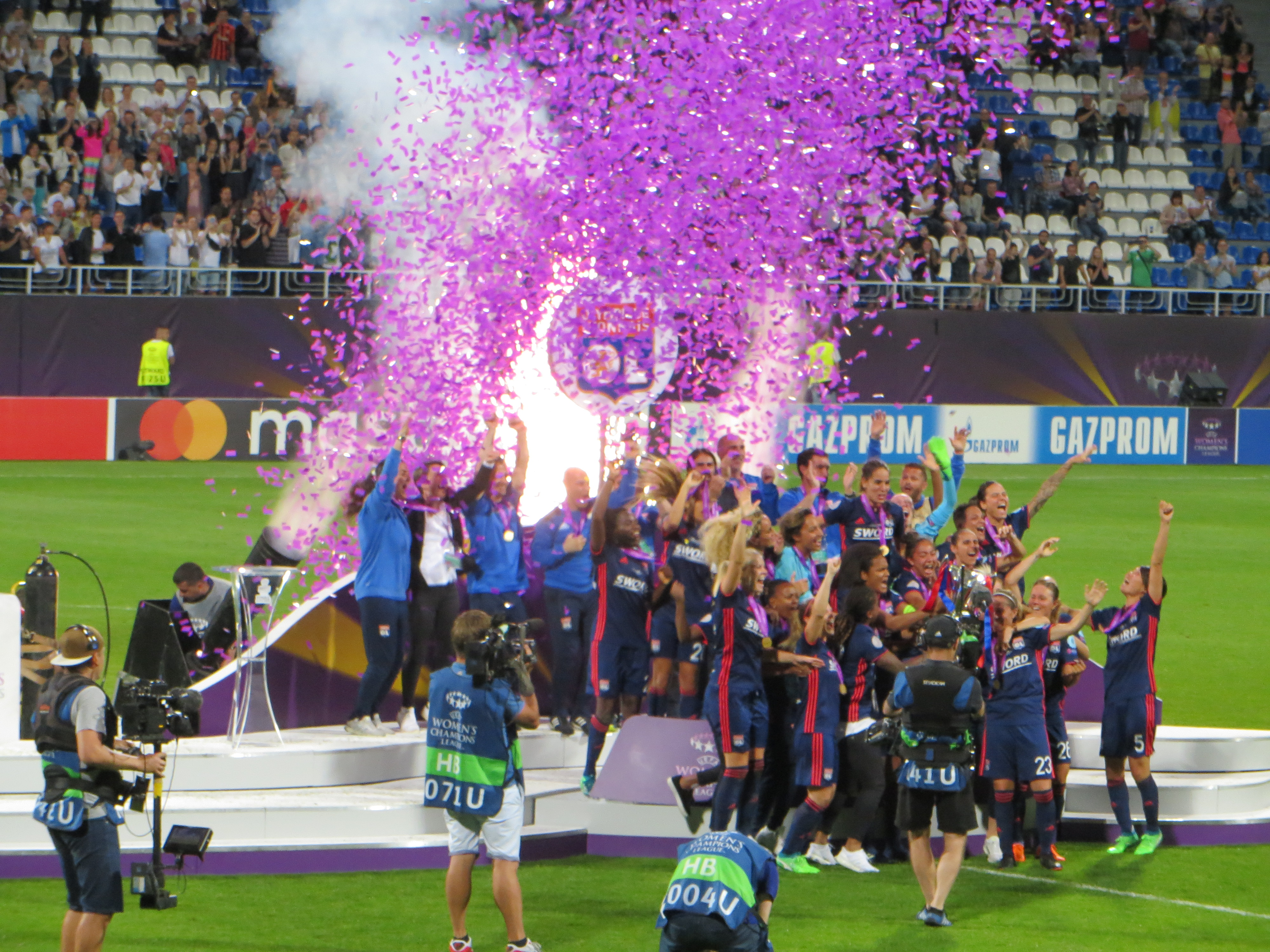
«Олімпік» — переможець турніру.

### Статистика
| Дані                  | Вольфсбург | Ліон |
| --------------------- | ---------- | ---- |
| Голи                  | 1          | 4    |
| Удари                 | 6          | 26   |
| Удари у площину воріт | 3          | 15   |
| Сейви                 | 11         | 2    |
| Володіння м'ячем      | 51 %       | 49 % |
| Кутові удари          | 3          | 8    |
| Порушення правил      | 11         | 10   |
| Положення поза грою   | 2          | 2    |
| Жовті картки          | 3          | 2    |
| Червоні картки        | 1          | 0    |